# Condado de Lincoln (Kentucky)
El condado de Lincoln (en inglés: Lincoln County), fundado en 1780, es uno de 120 condados del estado estadounidense de Kentucky. En el año 2000, el condado tenía una población de 23,361 habitantes y una densidad poblacional de 27 personas por km². La sede del condado es Stanford.

## Geografía
Según la Oficina del Censo, el condado tiene un área total de 870 km² (335,9 mi²), de la cual 870 km² (335,9 mi²) es tierra y 0 km² (0 mi²) (0.0%) es agua.

### Condados adyacentes
- Condado de Boyle (noroeste)
- Condado de Garrard (noreste)
- Condado de Rockcastle (este)
- Condado de Pulaski (sur)
- Condado de Casey (oeste)

## Demografía
Según la Oficina del Censo en 2000, los ingresos medios por hogar en el condado eran de $26,542, y los ingresos medios por familia eran $32,284. Los hombres tenían unos ingresos medios de $26,395 frente a los $20,517 para las mujeres. La renta per cápita para el condado era de $13,602. Alrededor del 21.10% de la población estaban por debajo del umbral de pobreza.

## Localidades
- Crab Orchard
- Eubank (mostly in Pulaski County)
- Hustonville
- Stanford